# 킴세 빌메즈
《킴세 빌메즈》(튀르키예어: Kimse Bilmez)는 2019년 방영된 터키의 텔레비전 드라마이다.